# Malea Patera
La Malea Patera è una struttura geologica della superficie di Marte.